# Klepton

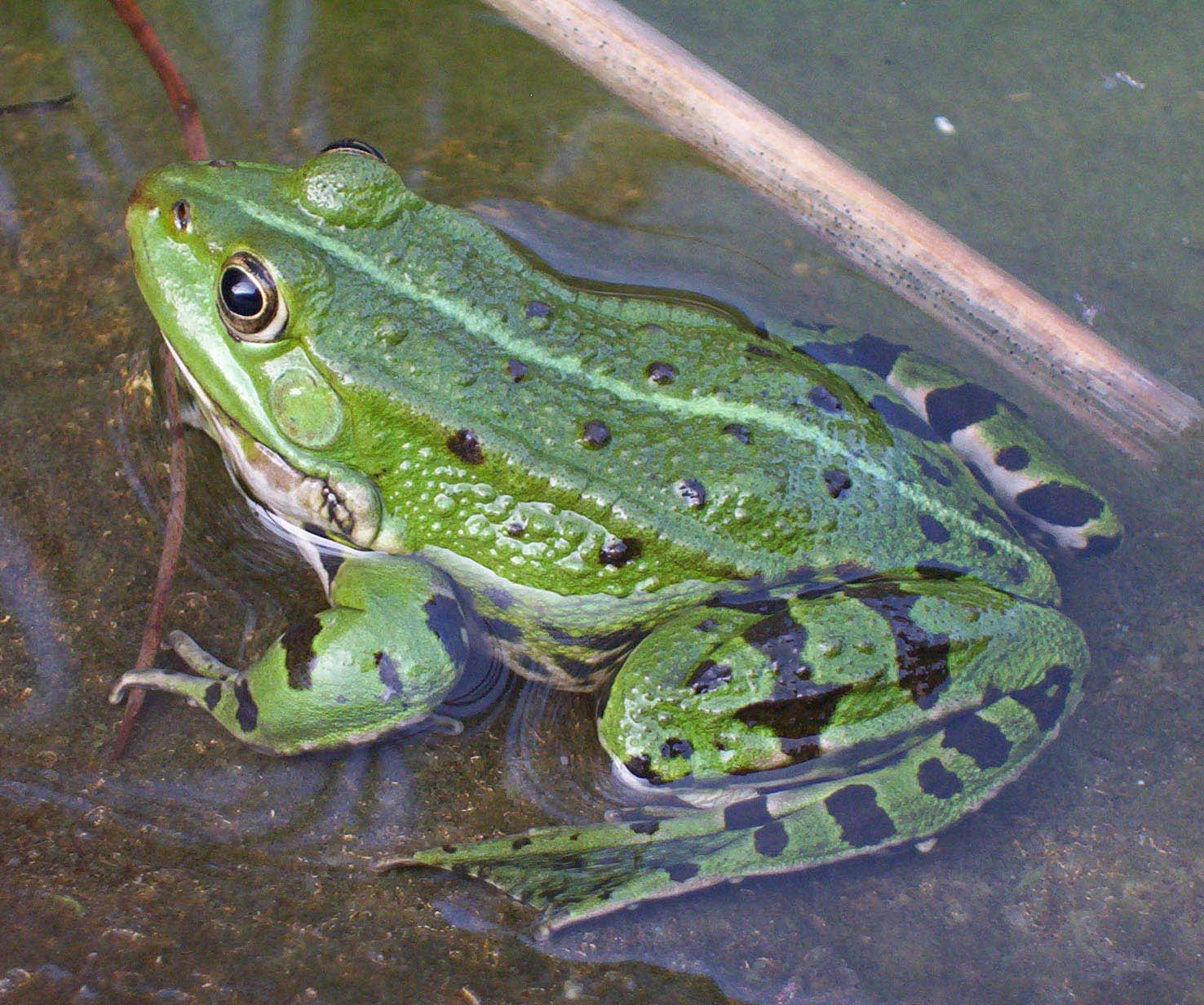
Skokan zelený, klepton

Klepton (řecký výraz pro „krádež“) je taxonomická kategorie navrhovaná pro označení živočišných hybridogenních hybridů a gynogenetických forem.
Poměrně dobrým příkladem je hybridogenní hybrid skokan zelený (Pelophylax esculentus complex), klepton, jehož rodičovskými druhy jsou skokan krátkonohý (P. lessonae) a skokan skřehotavý (P. ridibundus). Mezi jednotlivými druhy dochází k výměnám genomů, které často jsou polyploidní, ale i k rekombinaci genů.